# Вотерфорд (графство)
Вотерфорд (англ. Waterford, ірл. Port Láirge) — графство на півдні Ірландії.

## Адміністративний поділ
Входить до складу провінції Манстер на території Республіки Ірландії.Адміністративний центр та найбільше місто — Вотерфорд. 